# Čatino jezici
Čatino jezici, podskupina zapotečkih jezika kojim govore Čatino Indijanci iz meksičke države Oaxaca. Obuhvaća šest različitih chatino jezika, to su: 
- sierra oriental čatino [cly], 2.000 (1993 SIL);
- nopala čatino [cya], 11.000 (1990 popis);
- tataltepec čatino [cta], 4,000 (1990 popis);
- Sierra Occidental Chatino ili cha’t-an [ctp], 12.000 (2000 SIL);
- zacatepec čatino [ctz], 1.000 (1990 popis);
- zenzontepec čatino [czn], 8.000 (1990 popis).[1]

Preko zapotečke porodice dio je velike oto-manganske porodice.

## Vanjske poveznice
- Ethnologue (14th)
- Ethnologue (15th)